# 산탄젤로아쿠폴로
산탄젤로아쿠폴로(이탈리아어: Sant'Angelo a Cupolo)는 이탈리아 캄파니아주 베네벤토도의 코무네다. 나폴리로부터 북동쪽 50km 베네벤토로부터 남쪽 8km 거리에 위치해있다.